# 스튜어트 홀든
스튜어트 앨리스터 홀든(Stuart Alistair Holden, 1985년 8월 1일 ~ )은 스코틀랜드 태생 미국의 은퇴한 축구 선수이다.
미국 휴스턴 다이나모, 프리미어리그 볼턴 원더러스 등에서 선수생활을 하였다. 선수 생활 중 반복적인 무릎 부상에 시달렸으며, 이 때문에 2016년 2월 비교적 젊은 나이라고 할 수 있는 만 30살에 은퇴하였다.